# Rischio vulcanico
Per rischio vulcanico s’intende la probabilità che si manifesti un’eruzione  da un apparato o da un campo vulcanico, le cui dirompenze potrebbero incidere negativamente sull’integrità della vita umana, animale e vegetale, e in senso più ampio sull’ambiente e sul clima. Il rischio vulcanico sinteticamente dipende dalla frequenza delle eruzioni, dalla loro intensità, dal numero di vite umane esposte, e pure dalla quantità di beni materiali e strutturali coinvolgibili dal fenomeno eruttivo. 

## Descrizione
Ogni eruzione si caratterizza per una fase di espulsione del magma che può avvenire con modalità molto variabili, a seconda della tipologia eruttiva; a questa fase segue poi quella di deposito dei prodotti immessi in atmosfera. Analizzando gli ammassi stratificati che si sono accumulati al suolo durante le attività storiche e protostoriche di un vulcano, è possibile analiticamente stimare l’intensità dei fenomeni eruttivi che hanno coinvolto quel determinato distretto nel passato. L’analisi dei depositi consente di determinare pure  il raggio d’azione di alcuni fenomeni deleteri, come le distanze raggiunte dai prodotti piroclastici proiettati in atmosfera (cenere e lapilli), e soprattutto quelli che sono scorsi lungo i pendii dell'apparato (lahar; colate piroclastiche; lave) con velocità variabili. Con l’investigazione sui depositi dei prodotti vulcanici espulsi dal vulcano, è possibile varare politiche di prevenzione delle catastrofi attraverso il riordino territoriale rispettoso innanzitutto delle distanze dal pericolo.  
Il rischio vulcanico dipende quindi dal tipo di eruzione che generalmente caratterizza la storia eruttiva del vulcano in esame. Alcuni apparati si distinguono per un'attività prevalentemente effusiva; in altri ancora la quiescenza viene rotta da uno stile decisamente esplosivo, così come in altri casi ancora l'attività vulcanica potrebbe caratterizzarsi per una tipologia intermedia tra l'effusivo e l'esplosivo (eruzione mista). 
Le fenomenologie vulcaniche in generale hanno una loro intensità eruttiva (VEI), con fenomeni energetici a diversa velocità di propagazione che coinvolgono in prima battuta un territorio classificato come zona rossa. Una lava ad esempio, pur essendo sostanzialmente inarrestabile, è relativamente poco pericolosa per la vita umana, perché ha un incedere molto lento. I flussi piroclastici invece, hanno una tale velocità di propagazione e una temperatura talmente alta da renderli il fenomeno vulcanico più pericoloso in assoluto. Le ceneri poi, sono i materiali più minuti espulsi durante un’eruzione, e possono  rinvenirsi anche a distanze di migliaia di chilometri dal centro eruttivo. In determinate condizioni possono fare addirittura il giro del mondo creando con la loro sospensione in atmosfera modifiche al clima planetario per l’azione di schermatura dei raggi solari. 
La valutazione del rischio vulcanico dipende quindi dall'intensità eruttiva (VEI), dalla frequenza di accadimento del fenomeno e dalla vulnerabilità del territorio esposto. Il Vesuvio ma anche i Campi Flegrei ad esempio, essendo vulcani ubicati in area metropolitana, sono tra i più temibili per l'alta concentrazione abitativa che caratterizza i rispettivi distretti. I piani di evacuazione a fronte di questo particolare pericolo, dovranno essere la misura indispensabile per frapporre una certa distanza (d) tra i fenomeni eruttivi più deleteri (P) e il valore esposto (Ve) costituito nella sua forma massima dalla vita umana.